# Botiga Open
La Botiga Open és un edifici del municipi de Girona que forma part de l'Inventari del Patrimoni Arquitectònic de Catalunya.

## Descripció
És una botiga que antigament formava part de la botiga, també catalogada, Llens, de composició simètrica. S'independitzà i es formà aquesta, també de composició simètrica respecte a l'entrada de l'edifici d'habitatges, de llinda planera i de més alçada que els accessos a la botiga (com a passadissos que donen la volta al nucli d'escales abans esmentat). El material és un tractament continu d'alumini grecat col·locat verticalment respecte al carrer (vorera). Aquest tractament retalla les obertures i a l'arribar a la vorera descansa sobre un rivet de pedra que l'envolta i que continua vers l'anterior. A més, aquest rivet descansa sobre un petit sòcol de pedra fosca. Les parts superiors de les portes de la botiga són per col·locar-hi els rètols (restant una mica despenjada la composició).